# Bräckvallen
Bräckvallen este o arie protejată (arie specială de conservare — SAC, sit de importanță comunitară — SCI) din Suedia întinsă pe o suprafață de 4,5 ha, integral pe uscat.

## Localizare
Centrul sitului Bräckvallen este situat la coordonatele 62°32′15″N 14°04′49″E / 62.5374°N 14.0802°E.

## Înființare
Situl Bräckvallen a fost declarat sit de importanță comunitară în mai 2000 pentru a proteja un număr necunoscut de specii din flora spontană și fauna sălbatică aflate în arealul zonei. Situl a fost protejat și ca arie specială de conservare în decembrie 2009.

## Biodiversitate
Situată în ecoregiunea boreală, aria protejată conține 2 habitate naturale: Pășuni din zone de pădure fino-scandinave, Fânețe montane.
La baza desemnării sitului se află un număr nedeclarat de specii protejate.